# Bald Mountain (Utah)
Bald Mountain je hora v západní části pohoří Uinta Mountains ve státě Utah ve Spojených státech amerických, na hranici okresů Duchesne County a Summit County. Je sem snadný přístup z průsmyku Bald Mountain Pass. Protože je hora snadno dosažitelná, je jednou z nejčastějších míst pro horské túry v Utahu. Cesta na vrchol trvá dvě až tři hodiny. S prominencí 556 metrů její vrchol dosahuje 3640 m n. m. Hora je domovem pro různé druhy zvířat, mezi něž patří kamzík bělák, pika a mnoho druhů rostlin.